# Luzula pedemontana
Luzula pedemontana là một loài thực vật có hoa trong họ Juncaceae. Loài này được Boiss. & Reut. mô tả khoa học đầu tiên năm 1852.